# 阿斯拉尔
阿斯拉尔是德国黑森州兰-迪尔县的一个镇，位于韦斯特林山山脚迪尔河畔，距离县治韦茨拉尔约5公里。

## 友好城市
- 法國圣昂布鲁瓦
- 德国于特博格